# Harald Giertz
Knut Harald Giertz, född 26 november 1876 i Kungsholms församling i Stockholm, död 3 januari 1950 i Botkyrka församling, var en svensk läkare. Han var far till biskop Bo Giertz.

## Biografi
Giertz blev medicine licentiat 1904, medicine doktor 1909 och var docent och tillförordnad professor i kirurgi vid Uppsala universitet 1909–1911. Han var tillförordnad lasarettsläkare ett år i Sundsvall innan han 1911 blev lasarettsläkare – då Sveriges yngsta – och styresman vid Västerbottens läns södra lasarett i Umeå. År 1921 flyttade familjen till Stockholm, då Giertz blev överläkare vid Stockholms läns centrallasarett i Mörby. Han kom till kirurgiska avdelningen vid Sabbatsbergs sjukhus 1928 samt tillades professors namn 1938. Giertz var ledamot och sakkunnig i ett flertal kommissioner för byggande av sjukhus och sanatorier.
År 1925 blev Giertz smittad av en patient och fick en svårartad streptokockinfektion som gick in i blodet, vilket orsakade en allvarlig abscess i hjärtat. Några veckor under sommaren 1925 var hans tillstånd kritiskt och han fick ett svårt hjärtfel, som dramatiskt påverkade hans förutsättningar att arbeta. Några gånger fick han insufficiens med lungödem, ett symptom som brukar beskrivas som att kvävas långsamt. Dessa tillstånd hängde över honom under resten av livet.
Giertz hade kommit i kontakt med drottning Victoria vid hennes eriksgata i Västerbotten. Hon blev sjuk i Umeå och Giertz fick följa med henne på tåget till Stockholm. Då drottningen och Giertz, av en slump, samtidigt vistades i Rom 1927 som konvalescenter, tog drottningen honom till sin läkare.

## Utmärkelser
Giertz blev riddare av Nordstjärneorden 1921 och av Vasaorden 1918. Han var kommendör av Italienska kronorden.

## Familj
Knut Harald Giertz föräldrar var fabrikören John Bernard Giertz och Augusta Carolina Giertz (född Deijenberg). Han var gift med Anna Ericsson (1881–1967), dotter till Lars Magnus Ericsson. Paret fick bland andra sönerna biskop Bo Giertz (1905–1998), professor Gustav Giertz (1906–2002) och arkitekt Lars Magnus Giertz (1908–2008). Bo Giertz var far till Ingrid Giertz, som är gift med diplomaten Jan Mårtenson, och till författaren Martin Giertz. Gustav Giertz var far till Margareta Melin. Lars Magnus Giertz var farfar till Caroline Giertz. Han är begraven på Norra begravningsplatsen utanför Stockholm.

### Redaktör
- Kirurgi / på grundval av John Bergs och Hj. Forssners föreläsningar utg. av K. H. Giertz. Föreläsningar hållna för Sophiahemmets sjuksköterskeelever ; 3. Stockholm: Norstedt. 1929. Libris 1330300